# French Open 2016 – čtyřhra vozíčkářů
Obhájci titulu soutěže čtyřhry vozíčkářů na pařížském French Open 2016 byli Kunieda s Reidem, kteří trofej opět získali.
Soutěž vyhrála druhá nasazená dvojice složená z 32letého Japonce Šinga Kuniedy a 23letého Skota Gordona Reida, když v boji o titul zdolala francouzsko-švédský pár Michaël Jeremiasz a Stefan Olsson ve dvou setech 6–3 a 6–2.
Pro Kuniedu se jednalo o sedmou deblovou trofej z Roland Garros, když turnaj opanoval již v letech 2008, 2010, 2011, 2012, 2013 i 2015, a celkově dvacátý první grandslamový triumf z této soutěže. Britský paralympionik Reid získal svůj druhý titul na Grand Slamu. 
Do žebříčku si každý z vítězů připsal 800 bodů a dvojice si rozdělila prémii 10 000 eur.

## Nasazení párů
1. Stéphane Houdet /  Nicolas Peifer (semifinále)
2. Šingo Kunieda /  Gordon Reid (vítězové)

## Pavouk
| Legenda                                                       |                                                                        |                                                   |
| - Q – kvalifikant - WC – divoká karta - LL – šťastný poražený | - Alt – náhradník - SE – zvláštní výjimka - PR/SR – žebříčková ochrana | - w/o – bez boje - r – skreč - d – diskvalifikace |

|  | Semifinále | Semifinále                      | Semifinále                | Semifinále | Semifinále |                                  |   | Finále | Finále | Finále | Finále | Finále |
|  |            |                                 |                           |            |            |                                  |   |        |        |        |        |        |
|  | 1          | Stéphane Houdet Nicolas Peifer  | 4                         | 4          |            |                                  |   |        |        |        |        |        |
|  |            | Michaël Jeremiasz Stefan Olsson | 6                         | 6          |            |                                  |   |        |        |        |        |        |
|  |            | Michaël Jeremiasz Stefan Olsson | 6                         | 6          |            | Michaël Jeremiasz Stefan Olsson  | 3 | 2      |        |        |        |        |
|  |            |                                 |                           |            |            | Michaël Jeremiasz Stefan Olsson  | 3 | 2      |        |        |        |        |
|  |            | 2                               | Šingo Kunieda Gordon Reid | 6          | 6          |                                  |   |        |        |        |        |        |
|  |            | 2                               | Šingo Kunieda Gordon Reid | 6          | 6          | Gustavo Fernández Joachim Gérard | 2 | 3      |        |        |        |        |
|  |            |                                 |                           |            |            | Gustavo Fernández Joachim Gérard | 2 | 3      |        |        |        |        |
|  | 2          | Šingo Kunieda Gordon Reid       | 6                         | 6          |            |                                  |   |        |        |        |        |        |